# Sziangkhuang tartomány
Sziangkhuang (nemzetközi alakban Xiangkhoang) Laosz egyik tartománya az ország északkeleti részén.
A tartományt a vietnámi háború során súlyos bombázások érték.

## Közigazgatás
Sziangkhuang tartomány területe a következő körzetekre oszlik:
1. Kham (9-02)
2. Khoune (9-04)
3. Morkmay (9-05)
4. Nonghed (9-03)
5. Pek (9-01)
6. Phaxay (9-07)
7. Phookood (9-06)